# Electrogena lunaris
Electrogena lunaris is een haft uit de familie Heptageniidae. De wetenschappelijke naam van de soort is voor het eerst geldig gepubliceerd in 1997 door Belfiore & Scillitani.
De soort komt voor in het Palearctisch gebied.